# Лира, Педро
Педро Франсиско Лира Ренкорет (исп. Pedro Francisco Lira Rencoret; 17 мая 1845, Сантьяго — 20 апреля 1912, Сантьяго) — чилийский живописец и искусствовед, писатель. Основатель Союза художников Чили.

## Биография

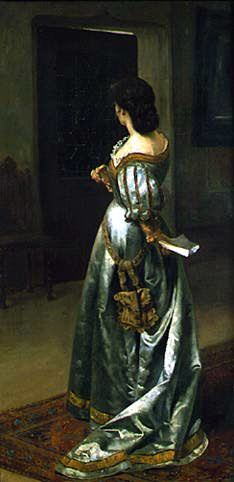
Педро Лира, «Любовное письмо», Национальный музей изящных искусств

Педро Лира родился в состоятельной семье известного юриста и политика Хосе Сантоса Лиры Кальво, что позволило ему получить очень хорошее образование. Он учился в Национальном институте Сантьяго и в 16 лет поступил в Академию живописи, которой в то время руководил итальянец Алехандро Сикарелли. В дополнение к изучению живописи Лира также получил степень в области права в Национальном университете. После завершения юридического образования серьёзно взялся за живопись, отдавая ей всё своё время. В 1865 году Лира начал обучение у Антонио Смита, художника-пейзажиста, который покинул Академию живописи из-за разногласий с руководством по поводу классического обучения. Под влиянием Смита Лира стал работать в стиле романтической исторической живописи.
Педро Лира был среди тех молодых чилийских художников, на чьи талантливые работы обратили внимание во время проведения Национальной выставки 1872 года. В 1873 году он отправился в Париж вместе с женой Еленой Оррего Луко и её братом Альберто Оррего Луко. Лира жил в Париже до 1884 года, продолжая академическое художественное образование и создавая картины на исторические и мифологические темы.
По возвращении в Чили в 1884 году Педро Лира вместе со скульптором Хосе Мигелем Бланко основал Союз художников, организовал первую «чилийскую» художественную выставку и становится известен как критик. Работая в Союзе художников Чили, Лира заручился поддержкой правительства и пожертвовал часть своего состояния, чтобы открыть постоянное здание салона для выставок (в настоящее время — Музей изящных искусств) в Кинта-Нормаль, которое он сам и спроектировал. Он работал редактором газеты «Салон» («El Salon»), а также в Комиссии по изящным искусствам, был спонсором ежегодного салона в Сантьяго. Кроме того, он перевел с иностранных языков многие работы по истории искусств и сам писал книги и статьи на эту тематику. В 1892 году он был назначен директором Школы изящных искусств (бывшая Академия живописи) и занимал эту должность до самой смерти.

## Наиболее известные работы художника
- «Рио-Кларо» (1872)
- «Заколдованный Прометей» (1883)
- «Детство Джотто» (1900)

## Книги
- «Изобразительное искусство в Чили» (1865)
- «Биографический словарь художников» (1902)[3]

## Галерея картин художника

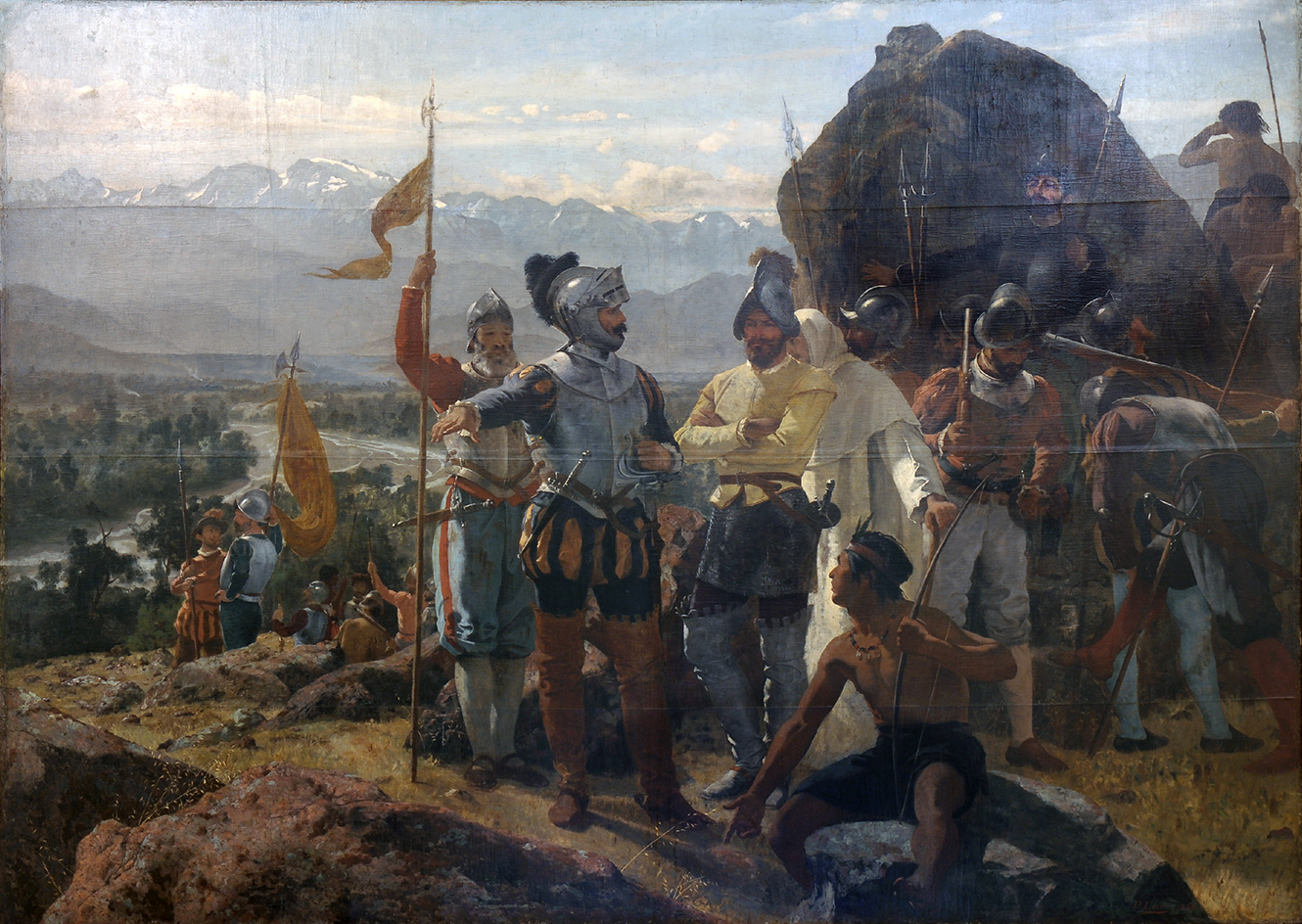
Основание Сантьяго
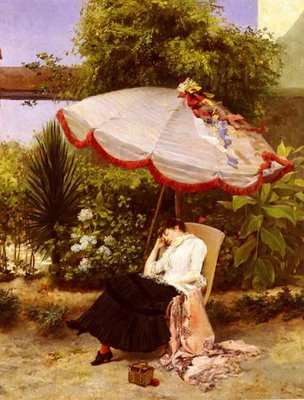
Сиеста
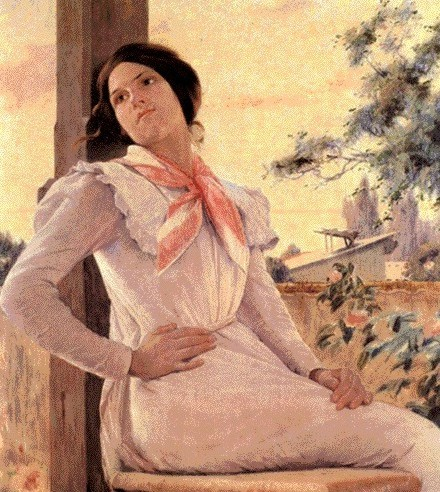
На балконе
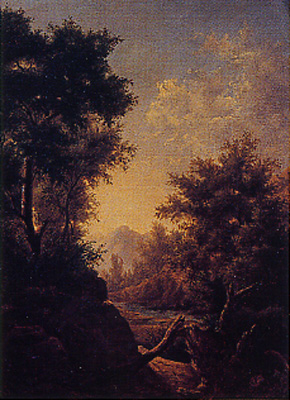
Пейзаж
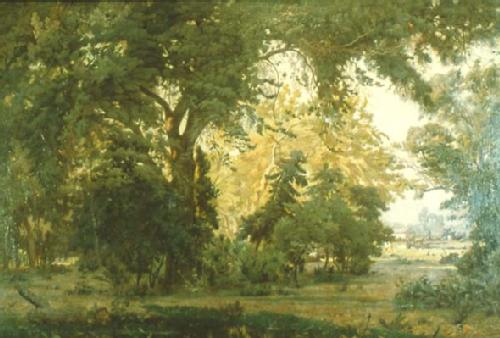
Пейзаж в Кинта-Нормаль
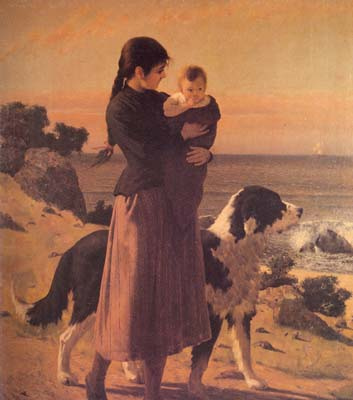
Сцена на пляже
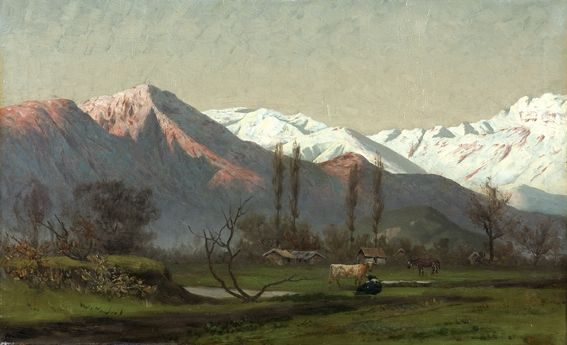
Горный пейзаж
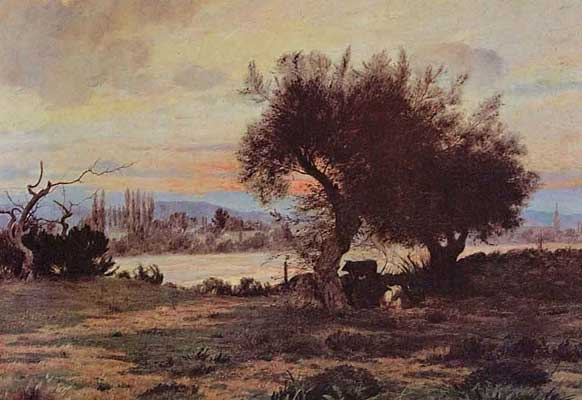
Сумерки
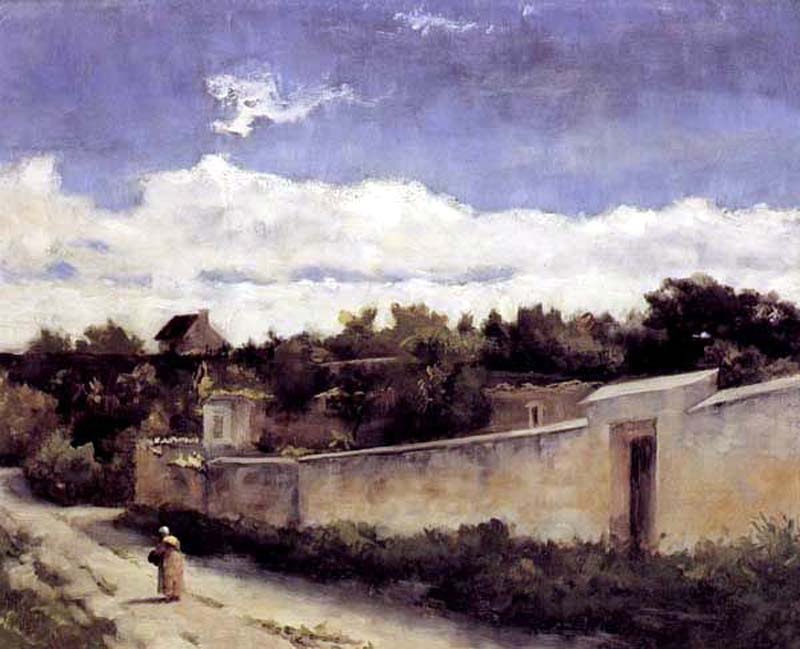
Французская деревня
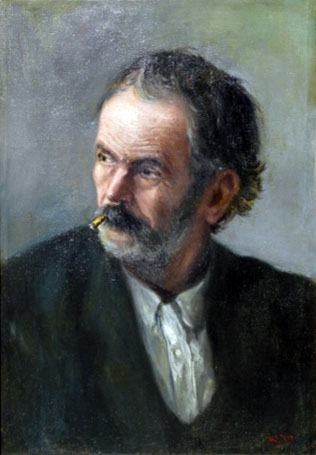
Курящий мужчина
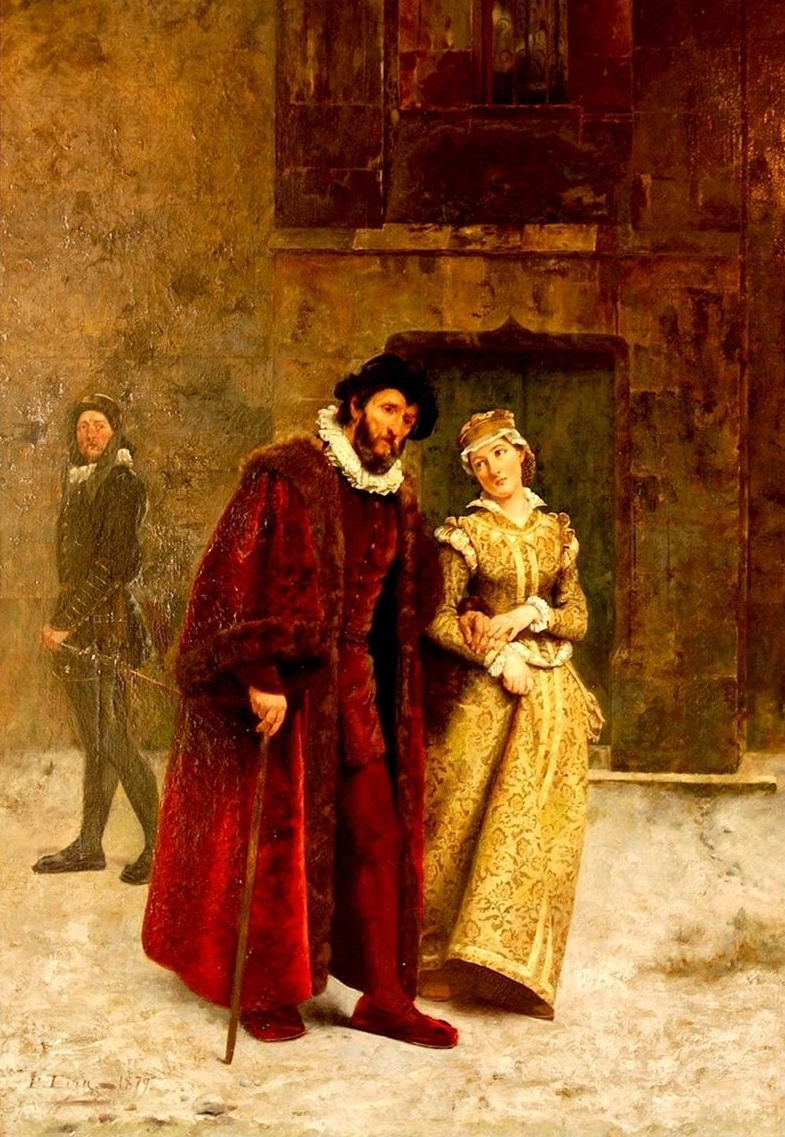
Отец и дочь
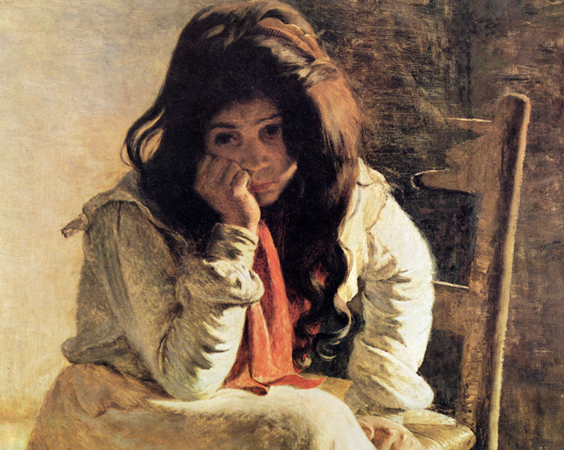
Деревенская женщина
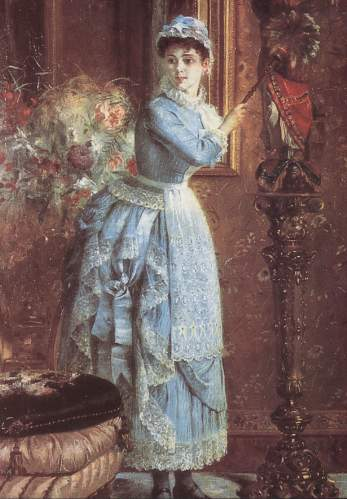
Портрет работающей женщины